# MY LOVE (DEENの曲)
「MY LOVE」（マイ・ラブ）は、DEENの19thシングル。

## 概要
フジテレビ系列（東海テレビ制作）テレビドラマ『風の行方』主題歌。
本作発売後、DEENの8cmシングルの発売は、2015年10月7日に『ずっと伝えたかった I love you』（完全生産限定盤）を発売するまで16年途切れることとなった。
通常盤シングルとしては本作が最後の8cmシングルとなる。

## 収録曲
1. MY LOVE
2. すてちまえ!
3. MY LOVE (ORIGINAL KARAOKE)
4. すてちまえ! (ORIGINAL KARAOKE)

## 収録アルバム
- 『'need love』(#1,2、2曲ともアルバム・バージョン)
- 『Ballads in Blue〜The greatest hits of DEEN〜』(#1、アルバム・バージョン)
- 『DEEN PERFECT SINGLES +』(#1)
- 『Another Side Memories〜Precious Best〜』(#2)
- 『DEENAGE MEMORY -20周年記念ベストアルバム-』(#1)
- 『DEEN The Best FOREVER 〜Complete Singles +〜』(#1)

## 参加ミュージシャン
1. 作詞:池森秀一 作曲:山根公路&宇津本直紀 編曲:DEEN
2. 作詞:池森秀一 作曲:田川伸治 編曲:DEEN

- DEEN
  - 池森秀一: ボーカル
  - 山根公路: キーボード
  - 宇津本直紀: ドラム
  - 田川伸治: ギター